# Kehrwegstadion
Il Kehrwegstadion è uno stadio di calcio situato ed Eupen, nel Belgio. È stato inaugurato nel 1947 ed ospita gli incontri dell'Eupen.